# کرک‌پر

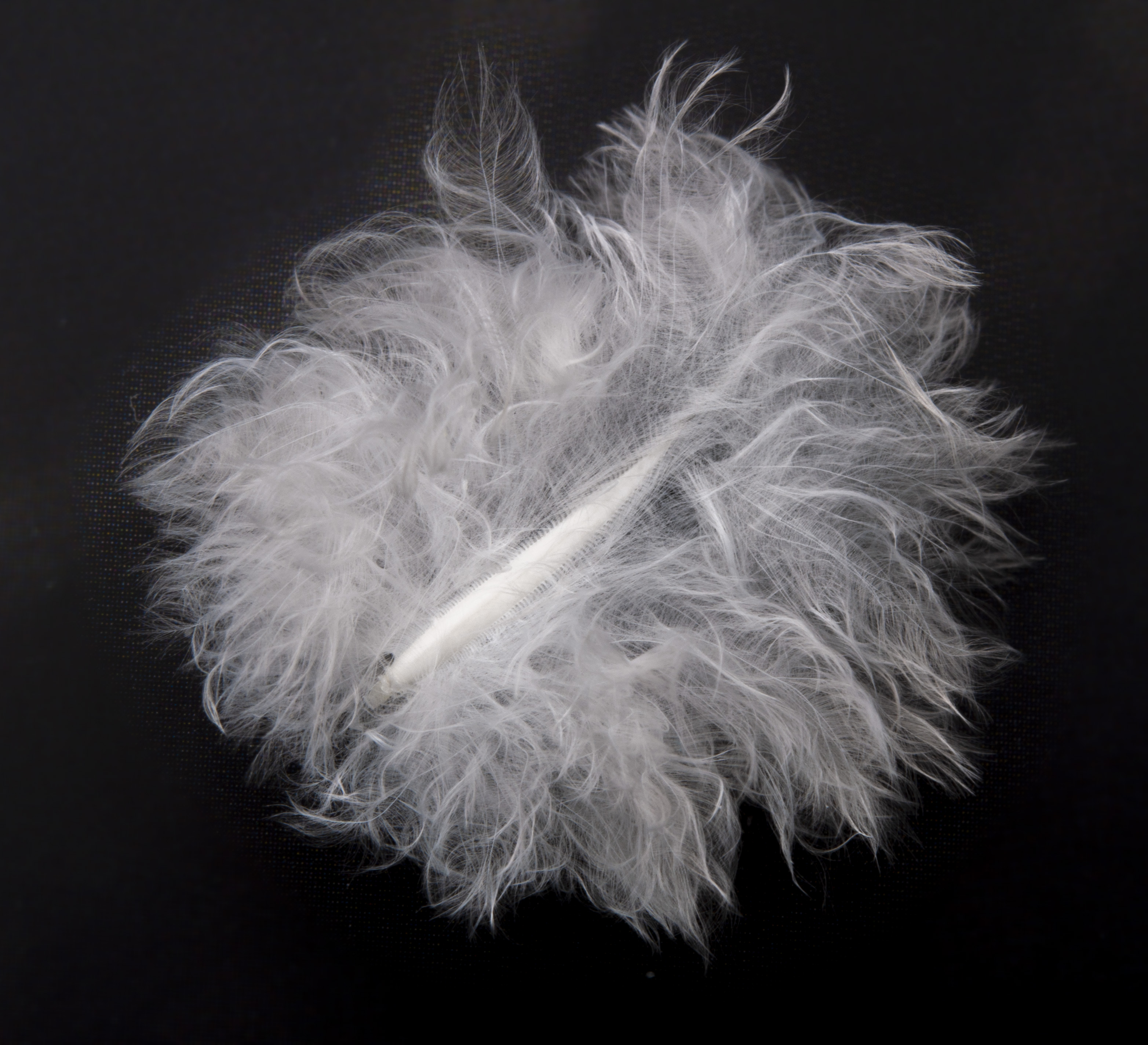
کرک‌پرهای بدون ریشک متفاوت از شاهپرها، آن‌ها را بسیار نرم و کرکی می‌کند.

کرک‌پر (به انگلیسی: Down feather)، در پرندگان لایه‌ای از پرهای ظریف است که در زیر پرهای بیرونی سخت‌تر یافت می‌شود. پرندگان بسیار جوان تنها با کرک‌پر پوشیده می‌شوند. کرک‌پر پودری یک نوع ویژه از پر است که تنها در چند گروه از پرندگان یافت می‌شود. یک عایق حرارتی و بالشتک خوب است که در محصولاتی از قبیل کاپشن، ملافه (پتو)، بالش و کیسه خواب استفاده می‌شود. کشف پرهای به دام افتاده در کهربای باستانی نشان می‌دهد که برخی از گونه‌های دایناسورها ممکن است دارای پرهایی شبیه به کرک‌پر باشند.

## دایناسورهای غیرپرنده
پرهای یافت شده در کهربا در غرب فرانسه، کانادا و شمال شرقی چین نشان می‌دهد که برخی از دایناسورهای غیر پرنده ممکن است دارای پرهای اولیه و شبیه به کرک‌پر بوده باشند.

## نگارخانه

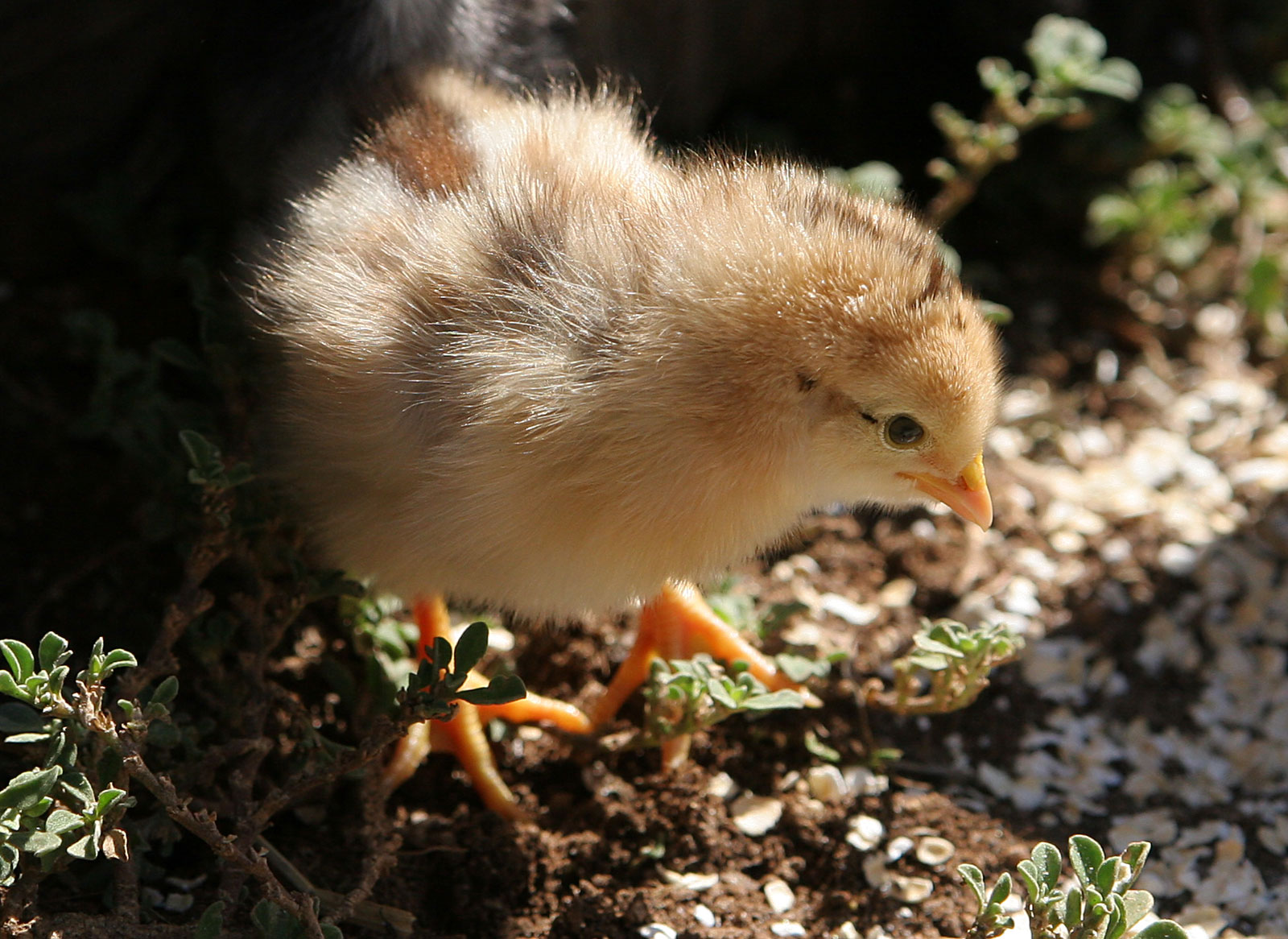
مانند بسیاری از جوجه‌های زودرس، جوجه‌های اهلی هنگام بیرون آمدن از تخم با پوششی از پرهای کرکی پوشانده می‌شوند.
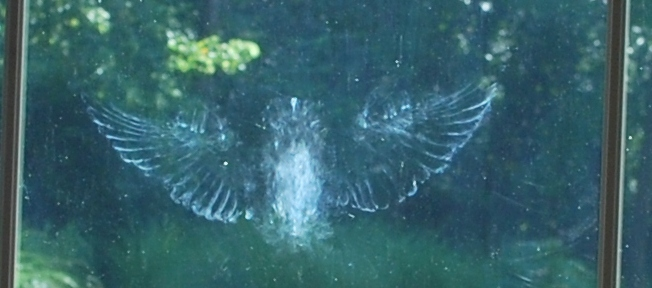
«غبار پر» (Feather dust) پس از اصابت پرنده روی پنجره باقی مانده‌است.
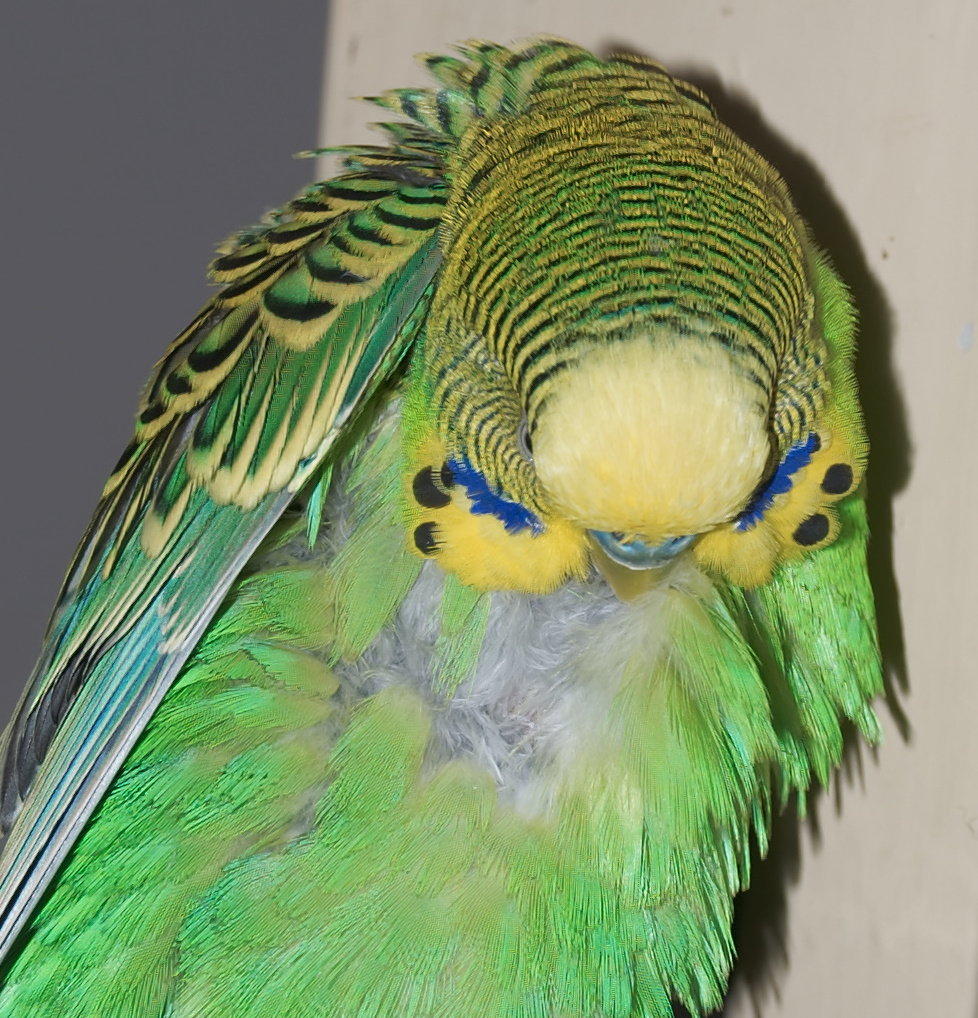
کرک‌پرهای بدن، مانند پرهایی که در پشت این طوطی نر بالغ قرار گرفته‌اند، زیر پرهای اصلی قرار دارند و به عایق‌بندی پرندگان در برابر از دست رفتن گرما کمک می‌کنند.
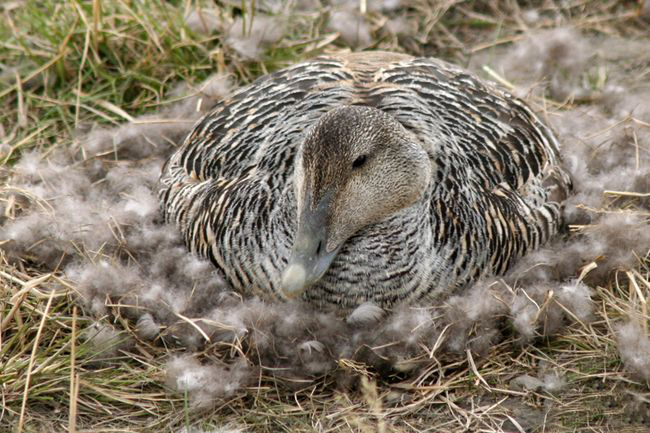
اردک خالدار معمولی ماده روی آشیانه خود می‌نشیند و پیرامون آن کرک‌پرها انباشته‌است.
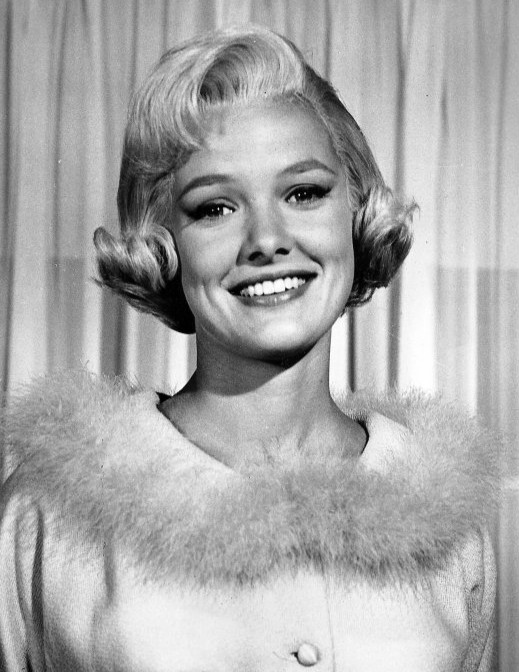
گاهی اوقات از کرک‌پرها به عنوان زیورآلات بر روی لباس استفاده می‌شود.

## پیوندهای بیرونی
- مقاله بی‌بی‌سی که کرک‌پر پودری جغد جنگلی را روی پنجره نشان می‌دهد
- ویدئویی که طوطی گل رز را نشان می‌دهد که در حال پیش‌روی، گرد و غبار پر را می‌ریزد